# Thomas Eger (Liedermacher)

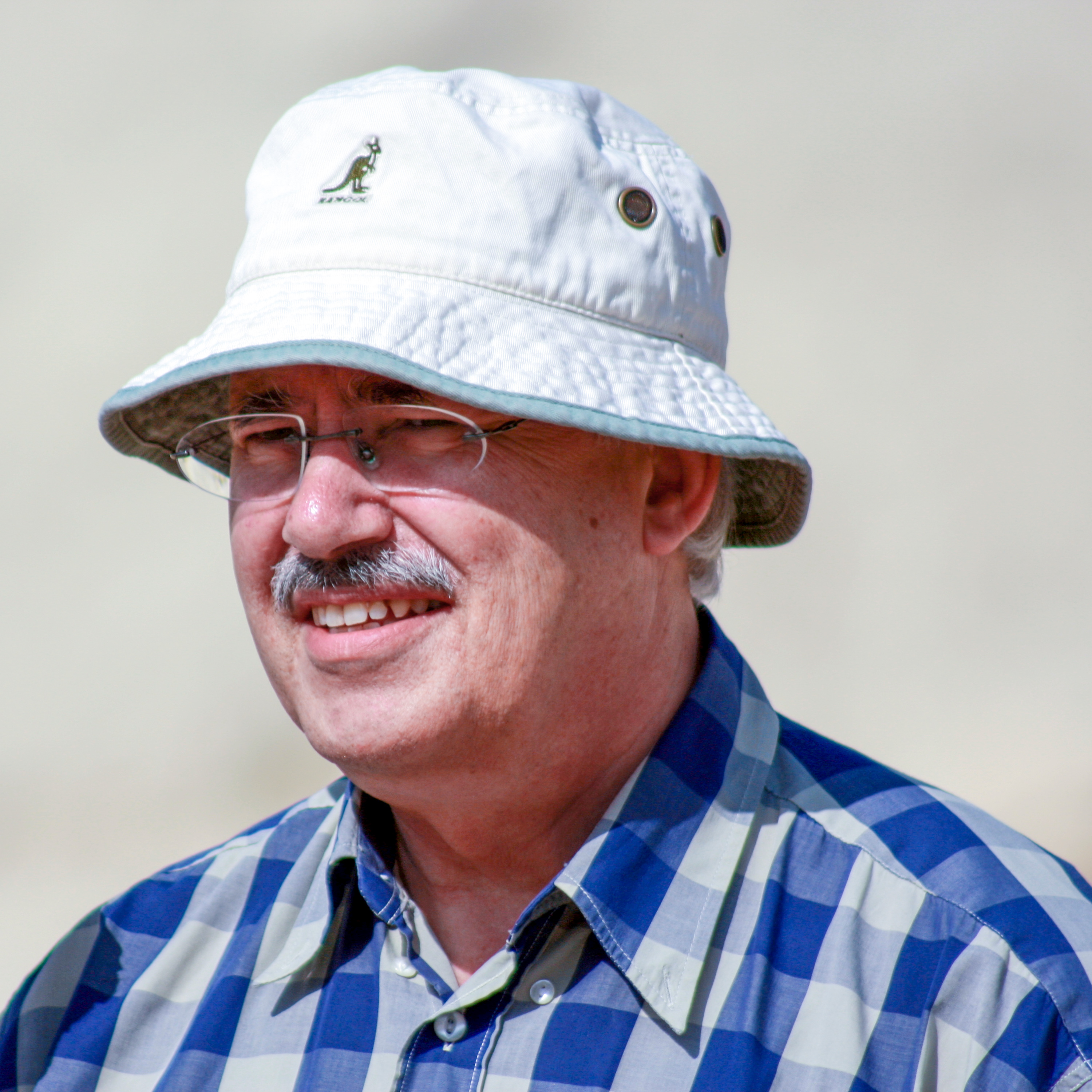
Thomas Eger 2008 in Israel

Thomas Eger (* 26. Juli 1951 in Augsburg) ist ein deutscher Pastor und Autor Neuer geistlicher Lieder.

## Leben und Wirken
Thomas Eger wuchs in einer christlich gläubigen Familie auf. Ab dem achten Lebensjahr erhielt er Klavierunterricht. Er entschied sich für ein Studium am Theologischen Seminar der Liebenzeller Mission, nachdem er dort ein sozialmissionarisches Jahr verbracht hatte. Nach dem Abschluss folgte eine zweijährige Arbeit als Jugendreferent in der Stadtmission Pforzheim. Danach wurde er Gemeinschaftspastor im Liebenzeller Gemeinschaftsverband (LGV) im Bezirk Heilbronn. Später wurde er zur Mitarbeit in der Redaktion des heutigen Verbandsmagazins „gemeinsam • glauben • leben“ des LGV und der Liebenzeller Mission beauftragt. Seit September 1997 arbeitete Eger wieder als Gemeinschaftspastor des LGV zunächst im Bezirk Karlsruhe und von September 2008 bis zu seinem Ruhestand im Juli 2015 im Bezirk Backnang.
Seit 1973 schreibt Thomas Eger Lieder und ist vor allem als Autor Neuer Geistlicher Lieder wie Sing mit mir ein Halleluja oder Danke, Herr Jesus bekannt. Ferner war er Pianist in der Musikgruppe Team der Liebenzeller Mission und begleitete Brigitte Herbster am Klavier.

## Privates
Thomas Eger ist verheiratet mit seiner Frau Ruth. Das Paar hat drei Kinder und wohnt im Ruhestand in Monakam bei Bad Liebenzell. Als Familie Eger traten sie 1995 auf dem Kinderalbum Mehr als nur ein Abenteuer der Produzenten Jochen Rieger und Margret Birkenfeld neben dem Wetzlarer Kinderchor auf.

## Lieder (Auswahl)
- Sing mit mir ein Halleluja, 1975 Born-Verlag, Kassel
- Danke, Herr Jesus, 1975 Gerth Medien, Asslar
- Durch die Gnade, 1976 Gerth Medien, Asslar
- Gottes Güte ist unsere Chance, 1975 Gerth Medien, Asslar
- Viele Wege gibt es auf dieser Welt, 1976 Gerth Medien, Asslar
- Gib mir Ruhe, Herr, 1976 Gerth Medien, Asslar
- Vater, ich möchte dir danken, (Melodie) 1976 Gerth Medien, Asslar

## Diskografie
| Jahr | Titel                      | Repräsentativer Künstler           | Mitwirkende Künstler | Verlag       | Anmerkung                      |
| ---- | -------------------------- | ---------------------------------- | --- | ------------ | ------------------------------ |
| 1986 | Viele Wege                 | Jochen Rieger                      | Doris Loh, Wilfried Mann, Brigitte Herbster, Helga Becker, Nicole Stöcker, Linda Menger, Schulte & Gerth Studiochor                              | Gerth Medien | Tributalbum                    |
| 1995 | Mehr als nur ein Abenteuer | Margret Birkenfeld / Jochen Rieger | Familie Eger, Wetzlarer Kinderchor | Gerth Medien | Tributalbum                    |
| 2001 | Sing mit mir ein Halleluja |                                    | Wetzlarer Jugendchor, Wetzlarer Studiochor, Schulte & Gerth Studiochor, Wilfried Reuter, Fokkoline Swart, Christa Haag, Wilfried Mann, Doris Loh | Gerth Medien | Kompilation zum 50. Geburtstag |